# Anna Sibylla Sergell
Anna Sibylla Sergell, född 1733, död 1819, var en svensk konstnär och kunglig hovbrodös. En annan namnversion är Anna Brita Sergel. 
Hon var dotter till hovbrodören Christoffer Sergell och Elisabet Swyrner och syster till Johan Tobias Sergel och Maria Sofia Sergell. Anna Sibylla Sergell gifte sig 1754 med vinskänken Johan Valentin Howe eller Hovje (död 1760). Fram till 1773 var hon assistent till fadern, efter dennes död 1773 var hon och systern Maria Sofia aktiva som hovbrodöser främst under 1770-talet. Systrarna arbetade bland annat vid inredningen av Fredrikshovs slott, där de belönades med 9.600 daler var.